# Georges Farrel
Georges Farrel est un réalisateur français né en 1926.

## Biographie
Georges Farrel a travaillé comme assistant réalisateur et scénariste avant de tourner en 1970 un premier long métrage, Sapho ou la fureur d'aimer. 
Il a réalisé ensuite plusieurs téléfilms.

## Filmographie

### Cinéma
- 1971 : Sapho ou la Fureur d'aimer

### Assistant réalisateur
- 1966 : Surcouf, le tigre des sept mers (Surcouf, l’eroe dei sette mari) de Sergio Bergonzelli et Roy Rowland